# Iwase Yōji
Iwase Yōji (岩瀬 洋志 Iwase Yōji, Nham Lai Dương Chí) sinh ngày 6 tháng 1 năm 2004 tại tỉnh Hyōgo, Nhật Bản, là diễn viên kiêm người mẫu Nhật Bản.

## Tiểu sử
Năm 2019, Iwase Yōji khi đó còn là học sinh trung học, đã vô tình trở nên nổi tiếng khi một số hình ảnh, video được đăng tải bởi đàn anh cùng trường nhận được nhiều sự chú ý của công chúng trên mạng xã hội. Sự yêu thích của công chúng với Iwase Yōji ngày càng gia tăng, giúp cho tài khoản Instagram cá nhân của anh nhận được hơn 170 nghìn lượt theo dõi. Điều này ảnh hưởng lớn tới cuộc sống cá nhân của anh, khiến anh quyết định xoá toàn bộ tài khoản mạng xã hội của mình vào đầu năm 2020 sau lời chia sẻ: 
| “ | Tôi cảm thấy hơi mệt mỏi nên sẽ tạm dừng sử dụng mạng xã hội một thời gian. | ” |

## Sự nghiệp
Tháng 8 năm 2020, Iwase Yōji được giới thiệu chính thức với công chúng lần đầu tiên bởi công ty Acali với nghệ danh Ohsugi Yuuki (大杉 侑暉 Ōsugi Yūki, Đại Sam Hựu Huy). Tác phẩm đầu tiên mà anh tham gia là phần 2 của bộ phim web Watashi no Sotsugyō Purojekuto (tạm dịch: Dự án tốt nghiệp của tôi) được phát hành trên nền tảng YouTube vào tháng 9 năm 2021. Tháng 8 năm 2022, anh ra mắt chính thức trên truyền hình khi góp mặt trong bộ phim Kojinsa Arimasu (tạm dịch: Có sự nhầm lẫn cá nhân) phát sóng thứ Bảy hằng tuần của đài truyền hình Tōkai TV và Fuji TV.
Tháng 2 năm 2023, Iwase Yōji kết thúc hợp đồng với Acali và bắt đầu sử dụng tên thật để hoạt động nghệ thuật. Cùng tháng này, Iwase Yōji xuất hiện trong bộ phim điện ảnh do U-Next sản xuất mang tên Icarus: Kataha no Machi (tạm dịch: Icarus: Thị trấn lông vũ) được lấy cảm hứng từ ca khúc Icarus của Motohiro Hata. Một tháng sau, anh ký kết hợp đồng với công ty quản lý A-Plus.
Tháng 7 năm 2023, anh xuất hiện trong 3 phần của bộ phim phát sóng thứ Bảy hằng tuần của đài truyền hình NTV mang tên Saikō no Kyōshi (tạm dịch: Người thầy tuyệt nhất). Tháng 10 năm 2023, anh tiếp tục xuất hiện trong bộ phim Nukarumi no Shokutaku (tạm dịch: Chiếc bàn ăn bùn) của TV Asahi.
Tháng 1 năm 2024, Iwase Yōji xuất hiện tiếp trong một bộ phim khác của đài truyền hình NTV mang tên Shin Kūkō Senkyo (tạm dịch: Chiếm đóng không cảng mới). Tháng 6 năm 2024, anh giới thiệu câu lạc bộ người hâm mộ chính thức mang tên Daphne trước khi công bố bộ phim đóng chính đầu tiên mang tên Takara no Vidro (tạm dịch: Những viên bi thuỷ tinh của Takara) phát sóng trên kênh BS Asahi và gây được tiếng vang. Tháng 9 năm 2024, anh giới thiệu cuốn sách ảnh đầu tiên mang tên Lyre (tạm dịch: Đàn lia).
Bên cạnh việc đóng phim, Iwase Yōji còn tham gia các chương trình, chiến dịch, buổi trình diễn của các hãng hiệu và tạp chí thời trang với vai trò người mẫu.

## Danh sách tác phẩm

### Phim truyện
| Năm  | Tựa phim                | Kênh phát sóng      | Ghi chú                     |
| ---- | ----------------------- | ------------------- | --------------------------- |
| 2022 | Kojinsa Arimasu         | Tōkai TV và Fuji TV | dưới nghệ danh Ohsugi Yuuki |
| 2023 | Saikō no Kyōshi         | NTV                 |                             |
| 2023 | Nukarumi no Shokutaku   | TV Asahi            |                             |
| 2024 | Shin Kūkō Senkyo        | NTV                 |                             |
| 2024 | Takara no Vidro         | BS Asahi            | vai chính                   |
| 2024 | Minami-kun ga Koibito!? | TV Asahi            |                             |

### Phim điện ảnh
| Năm  | Tựa phim                         | Ghi chú                     |
| ---- | -------------------------------- | --------------------------- |
| 2020 | Watashi no Sotsugyō Purojekuto 2 | dưới nghệ danh Ohsugi Yuuki |
| 2020 | Icarus: Kataha no Machi          | dưới nghệ danh Ohsugi Yuuki |

### Video âm nhạc
| Năm  | Ca khúc                                             | Thể hiện | Ghi chú |
| ---- | --------------------------------------------------- | -------- | ------- |
| 2023 | koittemuzukashī. (feat. Aru. from Mitei no Hanashi) | riria.   |         |

### Sách ảnh
| Năm  | Tựa đề | Ghi chú |
| ---- | ------ | ------- |
| 2023 | Lyre   |         |